# Plaatschaar

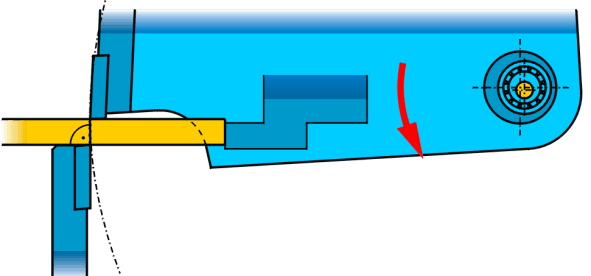
Het knippen van een plaatmetaal (geel) door afschuiving met een plaatschaar (blauw)

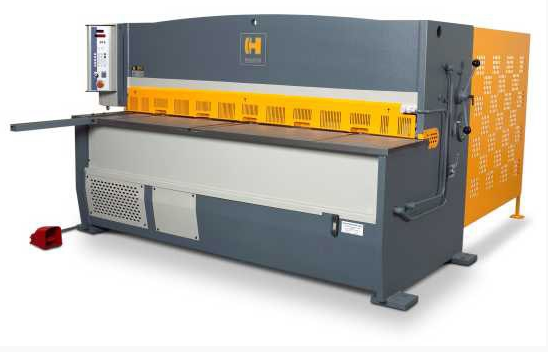
Knipschaar-machine

Een plaatschaar wordt in de metaalbewerking gebruikt voor het knippen van metalen plaatmateriaal.
Hoewel er afval ontstaat, is knippen een niet-verspanende bewerking, omdat er geen spanen bij ontstaan. Met plaatscharen mag men nooit dikker of ander plaatmateriaal knippen dan waarvoor ze bestemd zijn.
Plaatmateriaal kan worden geknipt met handscharen of met scharen die met de hand worden bediend, dan wel met elektrisch aangedreven handscharen of zware mechanisch aangedreven plaatscharen.

## Handscharen
- Een blikschaar wordt gebruikt voor het knippen van rechte stroken dun plaatmateriaal. Tijdens het knippen dient de plaat steeds met de hand worden omgebogen. Dit is een vrij lastige bezigheid.
- Een doorloopschaar heeft dezelfde toepassing als een blikschaar. Bij deze schaar hoeft de plaat echter niet steeds aan beide kanten te worden omgebogen, omdat de plaat onder de hand doorloopt. Alleen de kant waar het afval ontstaat moet regelmatig worden 'opgebogen'.
- Een rond-of figuurschaar gebruikt men voor het knippen langs gebogen lijnen. Er kunnen ook gaten mee worden geknipt. Daarom noemt men deze schaar ook wel 'gatschaar'.
- Met een vingerschaar kan men zeer dun, zacht plaatmateriaal knippen. Ook kan deze schaar dienen voor het knippen van pakking- en isolatiemateriaal. De meskanten zijn meestal zeer fijn gekarteld, waardoor ze het materiaal beter vasthouden.

## Handbediende scharen
- Met een stokschaar kan men dikker plaatmateriaal knippen. Deze schaar wordt in de bankschroef geklemd. Het schaarbeen (de stok) waarmee geknipt wordt, is aanmerkelijk langer dan bij normale handscharen. Daardoor wordt de uitgeoefende knipkracht aanzienlijk vergroot.

- Met een hefboomschaar of hefboomplaatschaar gaat het knippen van plaatmateriaal veel vlugger, gemakkelijker en nauwkeuriger dan met een handschaar. De voornaamste onderdelen zijn: een vaststaand ondermes; een bewegend bovenmes; een tegenhouder of steun; een lange hefboom. De hefboom is beweegbaar aan het frame bevestigd en door middel van twee scharnierplaten verbonden met het bovenmes. Het knippen geschiedt door het bovenmes met de hefboom naar beneden te bewegen. De lange hefboom zorgt ervoor dat een zeer grote knipkracht wordt uitgeoefend. De tegenhouder of plaatsteun voorkomt dat het plaatmateriaal tussen de messen gaat kantelen of slippen.

## Machinaal
- Knipscharen zijn machines die worden gebruikt voor het zwaar mechanisch aangedreven knippen van metalen.